# 圣佛头村
圣佛头村，位于河北省定州市号头庄乡政府驻地西南4公里处，是号头庄乡17个行政村中的一个。全村 683 户, 人口3 041 人，以王、刘、陈三姓为主。共有耕地6151亩。

## 历史沿革
圣佛头村在唐德宗时期由于在村里发现了一个泥塑佛头雕像而得名，距今已有一千两百多年的历史。足以见证这个村庄风风雨雨的历程。经过1961年建号头庄公社，1994年刘良庄回族乡并入，改号头庄回族乡。圣佛头村跟着刘良庄乡一起并入到号头庄乡。虽然圣佛头村属于号头庄回族乡管辖，但其居民都是汉族。

## 地理位置
圣佛头村位于华北平原北部、太行山东部，光照充足，适合植物的生长，常见的落叶乔木以杨树、槐树、柳树等居多。气温变化大属于半湿润半干旱性大陆性季风气候，四季分明。

## 农业
圣佛头村主要的粮食类农作物为：小麦、玉米、稻谷、高粱 、黄豆 、黑豆 、绿豆、 赤小豆、谷子、红薯 。其中以小麦、玉米为主，两种农作物春秋两季交替种植，夏收时节以小麦为主秋收时节以玉米为主。油料类农作物有花生、芝麻、油菜子、葵花。蔬菜类农作物有白菜、辣椒、西红柿、黄瓜、马铃薯等。主要的水果类农作物有梨、苹果、桃、核桃、红枣、黑枣、柿子等。